# 出動!バクダン処理班
『出動!バクダン処理班』（しゅつどう!バクダンしょりはん）は、日本テレビ系列で2022年2月5日から2月19日まで土曜0:30 - 0:59に放送されたバラエティ番組。2022年4月24日14:00 - 15:00はタイトルを変えて『テレビギャング』として放送された。

## 出演者
- 川島明（麒麟）
- 澤部佑（ハライチ）
- 山里亮太（南海キャンディーズ）
- 若林正恭（オードリー） - 「出動!バクダン処理班」時代は第3回のみ出演。本来は他の3人と共に全ての回に出演予定だったが、新型コロナウイルス感染症に感染したため、収録に参加できなかった[1]。

## ネット局
- 全編ローカルセールス枠のため、日本テレビ以外の通常時同時ネットとする局でも自主編成の都合上臨時に遅れネットまたは非ネットに変更することがある一方、通常時非ネットとする局でも臨時同時ネットで放送する場合がある。

### 出動!バクダン処理班
| 放送対象地域   | 放送局                | 系列           | 放送日時                      | 放送期間               | ネット状況 | 備考       |
| -------------- | --------------------- | -------------- | ----------------------------- | ---------------------- | ---------- | ---------- |
| 関東広域圏     | 日本テレビ（NTV）     | 日本テレビ系列 | 土曜 0:30 - 0:59 （金曜深夜） | 2022年2月5日 - 2月19日 | 【制作局】 | 【制作局】 |
| 青森県         | 青森放送（RAB）       | 日本テレビ系列 | 土曜 0:30 - 0:59 （金曜深夜） | 2022年2月5日 - 2月19日 | 同時ネット |            |
| 岩手県         | テレビ岩手（TVI）     | 日本テレビ系列 | 土曜 0:30 - 0:59 （金曜深夜） | 2022年2月5日 - 2月19日 | 同時ネット |            |
| 宮城県         | ミヤギテレビ（MMT）   | 日本テレビ系列 | 土曜 0:30 - 0:59 （金曜深夜） | 2022年2月5日 - 2月19日 | 同時ネット |            |
| 福島県         | 福島中央テレビ（FCT） | 日本テレビ系列 | 土曜 0:30 - 0:59 （金曜深夜） | 2022年2月5日 - 2月19日 | 同時ネット |            |
| 新潟県         | テレビ新潟（TeNY）    | 日本テレビ系列 | 土曜 0:30 - 0:59 （金曜深夜） | 2022年2月5日 - 2月19日 | 同時ネット |            |
| 長野県         | テレビ信州（TSB）     | 日本テレビ系列 | 土曜 0:30 - 0:59 （金曜深夜） | 2022年2月5日 - 2月19日 | 同時ネット |            |
| 静岡県         | 静岡第一テレビ（SDT） | 日本テレビ系列 | 土曜 0:30 - 0:59 （金曜深夜） | 2022年2月5日 - 2月19日 | 同時ネット |            |
| 富山県         | 北日本放送（KNB）     | 日本テレビ系列 | 土曜 0:30 - 0:59 （金曜深夜） | 2022年2月5日 - 2月19日 | 同時ネット |            |
| 石川県         | テレビ金沢（KTK）     | 日本テレビ系列 | 土曜 0:30 - 0:59 （金曜深夜） | 2022年2月5日 - 2月19日 | 同時ネット |            |
| 中京広域圏     | 中京テレビ（CTV）     | 日本テレビ系列 | 土曜 0:30 - 0:59 （金曜深夜） | 2022年2月5日 - 2月19日 | 同時ネット |            |
| 鳥取県・島根県 | 日本海テレビ（NKT）   | 日本テレビ系列 | 土曜 0:30 - 0:59 （金曜深夜） | 2022年2月5日 - 2月19日 | 同時ネット |            |
| 香川県・岡山県 | 西日本放送（RNC）     | 日本テレビ系列 | 土曜 0:30 - 0:59 （金曜深夜） | 2022年2月5日 - 2月19日 | 同時ネット |            |
| 高知県         | 高知放送（RKC）       | 日本テレビ系列 | 土曜 0:30 - 0:59 （金曜深夜） | 2022年2月5日 - 2月19日 | 同時ネット |            |
| 福岡県         | 福岡放送（FBS）       | 日本テレビ系列 | 土曜 0:30 - 0:59 （金曜深夜） | 2022年2月5日 - 2月19日 | 同時ネット |            |
| 長崎県         | 長崎国際テレビ（NIB） | 日本テレビ系列 | 土曜 0:30 - 0:59 （金曜深夜） | 2022年2月5日 - 2月19日 | 同時ネット |            |
| 山口県         | 山口放送（KRY）       | 日本テレビ系列 | 月曜 - 水曜 10:55 - 11:25     | 2023年7月3日 - 7月5日  | 遅れネット |            |

### テレビギャング（第1回）
| 放送対象地域 | 放送局            | 系列           | 放送日時           | 放送期間                        | ネット状況 | 備考 |
| ------------ | ----------------- | -------------- | ------------------ | ------------------------------- | ---------- | ---- |
| 関東広域圏   | 日本テレビ（NTV） | 日本テレビ系列 | 日曜 14:00 - 15:00 | 2022年4月24日                   |            |      |
| 近畿広域圏   | 読売テレビ（YTV） | 日本テレビ系列 | 木曜 1:49 - 2:51   | 2024年1月18日（17日・水曜深夜） | 遅れネット |      |

## スタッフ

### テレビギャング
- ナレーター：市來玲奈（日本テレビアナウンサー、第2回）
- 構成：飯塚大悟、安部裕之、永井ふわふわ、植田将崇
- TM：望月達史（第2回）
- SW：渡辺滋雄（第2回）
- CAM：中村佳央（第2回）
- MIX：村瀬脩一（第2回）
- VE：小山龍一（第2回）
- 照明：井口弘一郎（第2回）
- 美術プロデューサー：上條宏美（第2回）
- イラスト：津島美樹
- デザイン：熊崎真知子、佐藤香穂里（佐藤→第2回）
- 技術協力：スウィッシュジャパン
- 美術協力：日テレアート
- 編集：加納敏行
- MA：斉藤亮（第2回） イカロス
- 音効：小田切暁（NAP）
- デスク：高桑繭子（第2回）
- TK：長坂真由美
- LD：植月春花、津田菜々美、松本花野（松本→第2回）、古積拡也
- ディレクター：池田哲也、高橋純平、楠田健太（ガスコイン・カンパニー）
- プロデューサー：天野英明（第2回）、城下直子、中村友美
- 演出：水口健司（シオプロ）、吉川真一朗（吉川→第2回）
- 制作協力：AXON
- 製作著作：日本テレビ

#### 過去のスタッフ（テレビギャング）
- ナレーター：服部潤（第1回）
- 美術プロデューサー：牧野沙和（第1回）
- MA：飯塚雄一（第1回）
- デスク：藤田真樹（第1回）
- LD：櫻木愛耶（第1回）
- プロデューサー：鈴木淳一（第1回）
- 制作：安島隆（第1回）

### 出動!バクダン処理班
- ナレーター：服部潤
- 構成：飯塚大悟、安部裕之、永井ふわふわ、植田将崇
- 技術協力：スウィッシュジャパン
- 美術協力：日テレアート
- 美術プロデューサー：牧野沙和
- デザイン：熊崎真知子
- イラスト：津島美樹
- 音効：小田切暁（NAP）
- 編集：加納敏行
- MA：斉藤亮 イカロス
- デスク：藤田真樹
- TK：長坂真由美
- 制作進行：植月春花
- ディレクター：池田哲也、高橋純平、楠田健太（ガスコイン・カンパニー）
- 構成：鈴木淳一、城下直子、石川絵里、中村友美
- 演出：水口健司（シオプロ）
- 制作：安島隆
- 制作協力：AXON
- 製作著作：日本テレビ